# Olimpo de Tebas
Olimpo fue referenciado como un gran músico de la Grecia Antigua. Era de Tebas y vivió durante el siglo V a. C.
Fue discípulo de Píndaro. Píndaro menciona a Olimpo, como el intérprete que realizó la música durante el funeral de su hijo, Potamón .  